# ОШ „Свети Сава” Попучке
ОШ „Свети Сава” Попучке почела је са радом 1900. године као издвојено одељење школе у Рабровици.

## Историјат
Нова зграда школе је подигнута 1901. године, која је освећена 1903. године. Том приликом новооснованој школи, школа из Рабровице је поклонила велико школско звоно, изливено од бронзе и тешко око 60 кг.
На звону стоји посвета:
„Поклон школи Попучанској од школе Рабровичке – на Савиндан 1903. године. Чланови школског одбора: Д. Филиповић, Љ. Шљивић, М. Жуњић, С. Петровић и В. Терзић”. Радници Војно-техничког завода у Крагујевцу.
Ово звоно сачувано је до данашњих дана и имало је бурну и занимљиву прошлост. Како су у првој половини 20. века часовници у Попучкама били права реткост, то су на звук овог звона мештани започињали или завршавали многе значајне и прецизне послове.

## Школска зграда
Школска зграда у Попучкама више пута је реновирана, поново зидана и дограђивана. Након Другог светског рата она је имала само две учионице, са 70m² површине и 55 ученичких места. Током 1950. године путем самодоприноса прикупљена су средства за њену доградњу и адаптацију. Те године она је темељно реконструисана и дограђена је још једна учионица. Крајем педесетих година дограђена је још једна учионица, проширени учитељски станови и извршена поправка кровне конструкције. Школске 1962/1963. године заведен је први месни самодопринос у новцу и радној снази, а узет је и кредит. Потом је темељно реконструисана и доста проширена школска зграда. Пројекат је урадио Александар Трнавац, грађевински инжењер из Ваљева. Нешто касније у школском дворишту саграђена је стамбена зграда у којој се налазе четири стана за просветне раднике.